# Österreichischer Frauen-Fußballcup 1990/91
Der Österreichische Frauen-Fußballcup wurde in der Saison 1990/91 unter dem Namen ÖFB-Frauen-Fußball-Cup, ausgerichtet vom Wiener Fußball-Verband, zum 18. Mal ausgespielt. Den Pokal gewann zum ersten Mal Union Kleinmünchen.

## Teilnehmende Mannschaften
Für den österreichischen Frauen-Fußballcup hätten sich anhand der Teilnahme der Ligen der Saison 1990/91 folgende 14(!!) Mannschaften, die nach der Saisonplatzierung der Frauen-Bundesliga 1989/90 und der Frauenliga Ost 1989/90 geordnet sind, qualifiziert. Teams, die als durchgestrichen gekennzeichnet sind, nahmen am Wettbewerb aus diversen Gründen nicht am Wettbewerb teil oder sind zweite Mannschaften und spielten daher nicht um den Pokal mit. Weiters konnten noch der Landesmeister oder auch Vertreter der Saison 1989/90 teilnehmen.
| Frauen-Bundesliga (10) | Frauenliga Ost (4) | Meister oder Meistervertreter aus der Landesliga (0) |
| --- | --- | ---------------------------------------------------- |
| - Union Kleinmünchen (OÖ) - SC Brunn am Gebirge (NÖ) (C) - DFC Ostbahn XI (W) - USC Landhaus (W) - 1. DFC Leoben (ST) - ASV Vösendorf (NÖ) - SC Neunkirchen (NÖ) - SV Wienerfeld (W) - First Vienna FC 1894 (W) - ESV Stadlau/Kaisermühlen (W)                                                                                           | - DFC Heidenreichstein (NÖ) (A) - DFC Laimbach (NÖ) - Austria XIII (W) - USC Landhaus II (W) - DFC Ostbahn XI II (W) (N) - DFC Obersdorf (NÖ) (N) | - SK Eintracht Wels (OÖ) (LM)                        |
| Erläuterungen Länderkürzel: (B): Burgenland, (K): Kärnten, (NÖ): Niederösterreich, (OÖ): Oberösterreich, (S): Salzburg, (ST): Steiermark, (T): Tirol, (V): Vorarlberg, (W): Wien; Vereins-Landes-Bewerbserfolg: (LM): Landesmeister, (Lx): x. Platz der Landesliga, (LN): Landesliga-Aufsteiger, (..-x): x Landesliga siehe Länderkürzel | |                                                      |

| (C) | amtierender Cupsieger 1989/90    |
| (A) | Absteiger der Saison 1990/91     |
| (N) | Neuaufsteiger der Saison 1990/91 |

## Turnierverlauf
Es liegen keine Informationen über Ergebnisse der Cuprunden vor dem Finale vor.
Finale

Das Finale wurde am Sportplatz St. Pölten, St. Pölten, Niederösterreich ausgetragen.
| Datum        |                    | Ergebnis |              |
| ------------ | ------------------ | -------- | ------------ |
| keine Angabe | Union Kleinmünchen | 3:2      | USC Landhaus |